# 窪田将治
窪田 将治（くぼた しょうじ、1974年5月9日 - ）は、宮崎県宮崎市出身の映画監督・演出家・脚本家・劇作家。

## 来歴
1974年5月9日生、宮崎県宮崎市出身。日本映画学校（現・日本映画大学）卒業。在学中には脚本家・池端俊策、映画監督・細野辰興に師事。卒業後、1997年より自主映画制作の傍らミュージックビデオの演出やファッションショーなどの映像演出を手掛ける。
2006年11月、『zoku』で劇場映画デビュー。
2009年6月、女子プロレスを題材にした映画『スリーカウント』で長編映画デビューを果たす。
2010年3月、映画監督5人（細野辰興・五十嵐匠・サトウトシキ・いまおかしんじ・窪田将治）が予算、時間、脚本を同一条件のもとに作り上げたオムニバス映画『ちちり』（2010年）を企画・プロデュースし公開。同年4月、江戸川乱歩原作の『失恋殺人』（原題『妻に失恋した男』、主演：宮地真緒）を監督・脚本し、第34回モントリオール世界映画祭“Focus on World Cinema”部門に正式出品され、高い評価を受けた。
2011年4月、『CRAZY-ISM クレイジズム』（主演：馬場良馬）を監督・脚本。『失恋殺人』に続き、2年連続でモントリオール世界映画祭“Focus on World Cinema部門”正式出品される。
2012年12月、ゲイでもないのに女性の格好をする「女装娘（じょそこ）」を題材にした異色映画『僕の中のオトコの娘』（主演：川野直輝）を監督・脚本。本作もモントリオール世界映画祭“Focus on World Cinema部門”正式出品される。
2013年11月、小劇団を舞台にした『夜明け前　朝焼け中』（主演：馬場良馬）を監督・脚本。
2014年6月、再び女子プロレスを題材に『太陽からプランチャ』（主演：相馬圭祐）を監督・脚本。
2015年2月、『失恋殺人』と同じく江戸川乱歩の原作『D坂の殺人事件』（主演：祥子）を監督・脚本。同年4月、『BAR神風〜誤魔化しドライブ〜』（主演：高木心平）を監督・脚本。同年10月、近藤芳正を主演に迎え『野良犬はダンスを踊る』を監督・脚本し、4度目となるモントリオール世界映画祭“Focus on World Cinema部門”正式出品がなされた。同作で近藤は芸能生活40年を前に映画初主演となる。
2016年3月、映画監督生活10周年を記念してCBGKシブゲキ!!にて『窪田将治監督特集上映〜バージンを奪われた男たち』が行われ、『CRAZY-ISM クレイジズム』『僕の中のオトコの娘』『野良犬はダンスを踊る」の3作品が上映される。同年7月、江戸川乱歩エロティック・シリーズ第3弾として『屋根裏の散歩者』（主演：木嶋のりこ／間宮夕貴）を監督・脚本。同年9月、劇団チャンピオンを旗揚げし、創作の場を演劇へ広げ、お笑いトリオ、鬼ヶ島のアイアム野田を主演に迎え『戦士たちの憂鬱』を作・演出。アイアム野田は本舞台が初舞台初主演となる。
2020年8月、江戸川乱歩「赤い部屋」シリーズとして乱歩の原作を現代版にアレンジ。「メビウスの悪女　赤い部屋」（原案「双生児」）を監督・脚本。ホラー秘宝まつりにて公開された。
2021年1月、監督特集上映が横浜のシネマノヴェチェントにて開催。『メビウスの悪女』『心霊ツアーズ』『スリーカウント』『太陽からプランチャ』の4作品が上映される。
※コロナ禍の影響により3月に延期。
2021年4月、「赤い部屋」シリーズの第2弾「裸の天使　赤い部屋」（原案「畸形の天女」主演：木下ほうか）。シリーズ第3弾「聖なる蝶　赤い部屋」（原案「悪魔人形」主演：栗林藍希）を監督・脚本。
また、自身の映像展『鳴かぬなら俺が鳴こうホトトギス』展を1996年より不定期開催している。映像展ではショートフィルムの上映の他、写真、絵といった芸術思考の高い作品を発表している。その他、テレビ番組の企画・演出・構成作家としてなど多方面で活躍している。

## 監督作品

### 劇場公開映画
「※」は兼脚本作品
- パッション・ゲーム（短編連作「稽古場」の１編　2021年12月公開）※[16][17][18][19]
- 聖なる蝶 赤い部屋（江戸川乱歩赤い部屋シリーズ第3弾　2021年4月公開）※[20]
- 裸の天使 赤い部屋（江戸川乱歩赤い部屋シリーズ第2弾　2021年4月公開）※[21]
- メビウスの悪女 赤い部屋（江戸川乱歩赤い部屋シリーズ第1弾　2020年8月公開）※[22]
- 心霊ツアーズ（ドキュメンタリー　2018年8月公開）[23]
- 屋根裏の散歩者（江戸川乱歩エロティックシリーズの第3弾　2016年7月公開）※
- 野良犬はダンスを踊る（2015年10月公開）※[24]
第39回モントリオール世界映画祭“Focus on World Cinema部門”
- BAR神風〜誤魔化しドライブ〜（2015年4月公開）※[25]
- D坂の殺人事件（江戸川乱歩エロティックシリーズの第2弾 2015年2月公開）※[26]
- 太陽からプランチャ（2014年6月公開）※[27]
- 夜明け前　朝焼け中（2013年11月公開）※
- 僕の中のオトコの娘（2012年12月公開）※
第36回モントリオール世界映画祭“Focus on World Cinema部門”
第8回KINOTAYO映画祭コンペティション部門
第14回ハンブルク日本映画祭
第18回函館港イルミナシオン映画祭
- CRAZY-ISM クレイジズム（2011年4月公開）※
第35回モントリオール世界映画祭“Focus on World Cinema部門”
第13回ハンブルク日本映画祭
- 失恋殺人（江戸川乱歩エロティックシリーズの第1弾　2010年4月公開）※
第34回モントリオール世界映画祭“Focus on World Cinema部門”
- ちちり-哀-（2010年3月公開）※
- スリーカウント（2009年6月公開）※
第26回古湯映画祭：オープニング映画[28]
『映画秘宝』快楽亭ブラックの2009年日本映画ベスト10：9位
- zoku（2006年11月公開）※
ひろしま映像展2008入選
- 空が落ちてくる外伝〜皮かぶりの冒険（1997年）※

### 自主制作作品
- 伝染くん音頭（2007年）※
- VID Letter （2000年）※
- 超不明人〜三代目魚武濱田成夫の不明宣言リターンズ〜（1999年） ドキュメンタリー
- やまびこ賛歌（1997年）※
- ポケットに麦藁帽子（1995年）※
- 空が落ちてくる。（1994年）※

### ミュージックビデオ
- 石井里佳『blue』（2006年）
- 谷村仁司『負け犬ブルース』（2005年）

### テレビ
- テレビ埼玉『筋肉美女-Muscle Venus-』（2008年4月 - ）企画・構成作家
- テレビ埼玉『格闘神話〜MARS』（2008年1月 - ）企画・構成作家

### 舞台
- 「戦士たちの憂鬱」（2016年9月7日 - 11日：新宿シアターモリエール）作・演出[29]

## 出演
- ナンバーワン戦隊ゴジュウジャー 第10話（2025年4月27日、テレビ朝日） - 配達員 役[30][31]

## 映像展
- 鳴かぬなら俺が鳴こうホトトギス 娯（2001年）渋谷ギャラリー・ル・デコ
- 鳴かぬなら俺が鳴こうホトトギス 志（2000年）渋谷ギャラリー・ル・デコ
- 鳴かぬなら俺が鳴こうホトトギス 参（1999年）渋谷Gambetta
- 鳴かぬなら俺が鳴こうホトトギス 通（1996年）高田馬場ギャラリー麦
- 鳴かぬなら俺が鳴こうホトトギス 壱（1996年）日本映画学校

## インタビュー関連
- zakzak
- 関西ぴあ
- 日刊サイゾー
- シネルフレ
- 女性自身
- Stereo Sound
- ガジェット通信
- asobist

## 関連人物
- 今村昌平
- 細野辰興
- 池端俊策
- 三代目魚武濱田成夫